# RoboBraille
RoboBraille is een service waarmee via internet tekstdocumenten automatisch kunnen worden geconverteerd naar verschillende voor visueel gehandicapten toegankelijke formaten, zoals normaal brailleschrift, maar ook mp3-audio, DAISY Digital Talking Book (DAISY DTB) en andere. Ook kunnen anders ontoegankelijke formaten, zoals pdf-bestanden en gescande afbeeldingen, naar beter toegankelijke formaten worden geconverteerd. RoboBraille, dat sinds 2004 bestaat, is Deens, maar werkt in verschillende Europese talen, waaronder sinds 2012 ook Nederlands. Maandelijks worden enkele duizenden conversieopdrachten vanuit de hele wereld uitgevoerd. De service is kosteloos voor niet-commerciële toepassingen.

## Geschiedenis
RoboBraille was oorspronkelijk ontwikkeld in 2004 door de Deense informaticus Lars Ballieu Christensen en de in alternatieve media gespecialiseerde Svend Thougaard. De ontwikkeling vond plaats bij het Deense centrum voor visuele handicaps, jeugd en kinderen (Synscenter Refsnaes) en het eveneens Deense Sensus ApS, dat gespecialiseerd is in toegankelijkheid van software en websites. Er is samengewerkt met onder meer het Royal National College for the Blind in Hereford (Verenigd Koninkrijk). Het systeem werd operationeel in 2006.
RoboBraille wordt gesubsidieerd door de Deense regering, de Europese Commissie en particuliere stichtingen. Aan de ontwikkeling is meegewerkt door blindenorganisaties in verschillende landen, waaronder het Nederlandse Dedicon.
RoboBraille heeft in de loop der jaren verschillende prijzen gekregen voor de beste toegankelijkheidsoplossingen voor onder meer het aangepast onderwijs.

## Service
RoboBraille biedt onder meer de volgende services:
- Brailletranscriptie: Vertaling van en naar verschillende braillecoderingen in verschillende talen. Verwerkt kunnen worden tekstdocumenten (DOS en Windows), Microsoft Word-documenten (doc, docx, Word-xml), html, rtf, verschillende afbeeldingsformaten en alle PDF-versies. De brailledocumenten kunnen, op specificatie van de opdrachtgever, omgezet worden naar verschillende braille-tekenverzamelingen, waaronder ook Unicode-braille, of geformatteerd in hetzij tekstformaat, hetzij PEF (Portable Embosser Format).
- Audioconversie: Alle hierboven genoemde documentformaten kunnen worden omgezet naar mp3-bestanden. Verder kunnen correct gestructureerde Word-bestanden worden geconverteerd naar DAISY  Digital Talking Book in een tiental talen, waaronder Nederlands.
- Toegankelijkheidsservice: Normaal niet-toegankelijke documenten, zoals afbeeldingen in gif, tiff, jpg, bmp, en andere, alsmede pdf-bestanden met alleen afbeeldingen, kunnen worden omgezet naar beter toegankelijke formaten, waaronder tagged pdf, doc, docx, Word xml, rtf, html, en andere.
- Visuele braille: Voor de farmaceutische industrie kan grafische braille worden gemaakt op basis van braillecoderingen uit veel Europese landen. Dit valt onder de niet-commerciële toepassingen, waarvoor betaald dient te worden.

De meeste van deze services zijn, behalve via de website, toegankelijk per e-mail, waarbij elke service voor elke taal een eigen e-mailadres heeft.